# Тангароа
Тангароа (Тангалоа, Танаоа, Таароа, Кана-лоа) — небесное божество у полинезийцев и микронезийцев (острова Гилберта) (в ряде мифов Западной и Центральной Полинезии Тангароа — само небо, а также радуга и дождь).
Тангароа — бог морской стихии (со всеми обитателями океана — рыбами, пресмыкающимися, морскими животными и др.). Согласно некоторым мифам, Тангароа — нетварное существо, по другим — создаёт себя сам, пребывая во тьме (По) в космической раковине (или в космическом яйце); в некоторых вариантах сюжета Тангароа в дальнейшем из створок раковины создаёт небо и землю.
Тангароа воплощается в угре, акуле, тюлене (в мифах острова Пасхи), различных морских птицах.

## В мифологии

### Гавайские острова

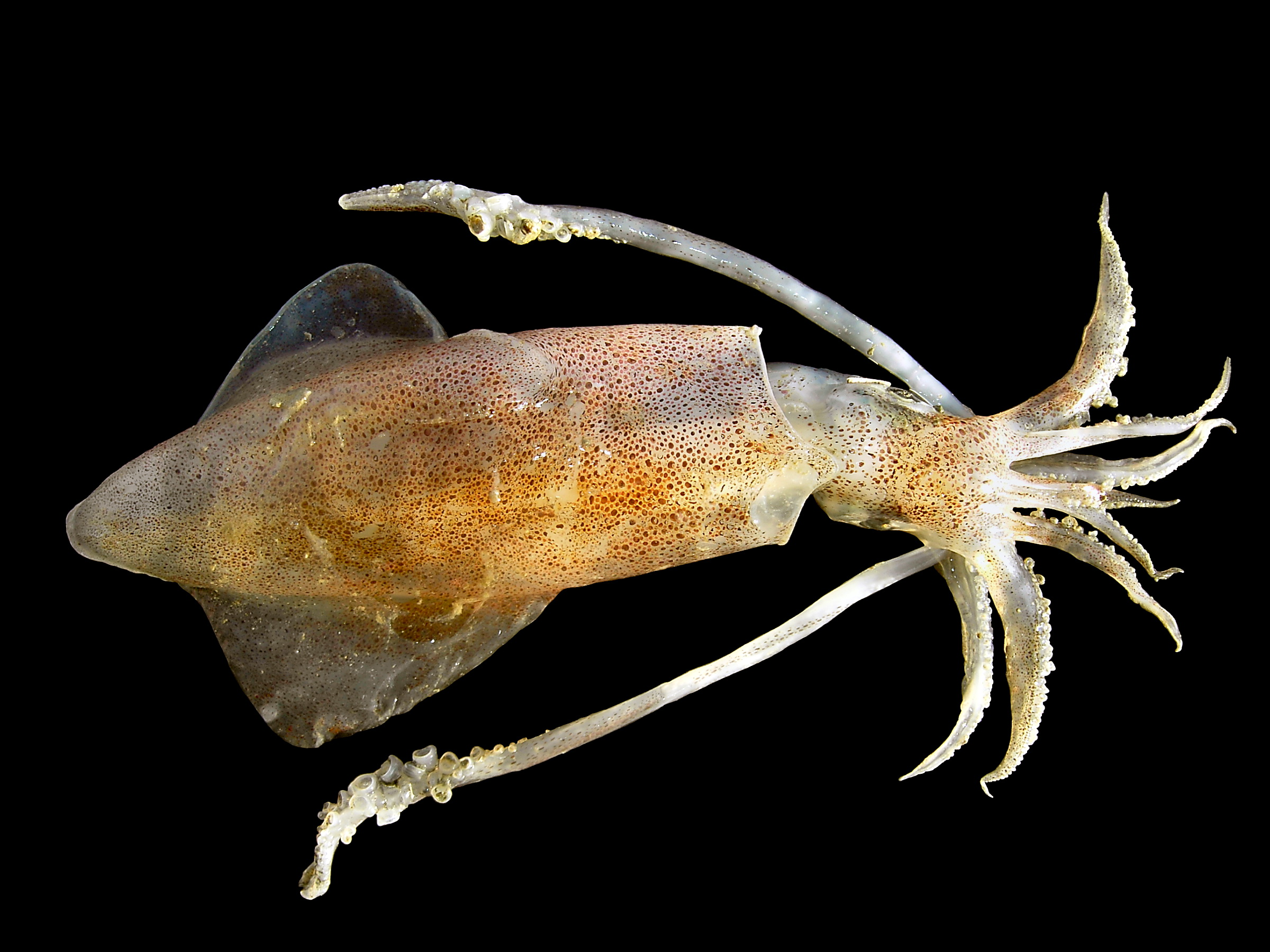
у Гавайцев Тангароа изображается в виде гигантского осьминога или кальмара

В мифах гавайцев Тангароа — хтоническое существо, владеющее тайнами колдовства. Как «тёмный» бог Тангароа противостоит «светлым» богам и духам. Является богом кальмаров и осьминогов и представляется в виде гигантского осьминога или кальмара.

### Маори
В мифах маори Тангароа — один из сыновей Ранги (отец-небо) и Папа (мать-земля). Согласно многим мифам, от соития Тангароа с Папа рождаются первые острова в океанах. По другим версиям, Тангароа создаёт сушу, скинув с неба в океан камни и глину, или творит земли из собственного тела; затем сбрасывает (или отправляет с порождённой им птицей) на них первые растения. Из остатков скопившихся на земле и сгнивших растений Тангароа делает первых людей (или лепит их из глины и земли). Согласно ряду мифов, первые люди появляются от союза Тангароа с Папа; в мифах маори Тангароа и Вакеа оспаривают отцовство по отношению к сыну Папа; Папа разрешает спор, разрубив ребёнка пополам: из полученной половины Тангароа создаёт луну, а его соперник — солнце. Тангароа обучает первых людей ремёслам, даёт им орудия труда (отсюда распространяются представления о Тангароа как покровителе рыболовства, плотничества, плетения).

### Ниуэ
Тангароа, известный на острове Ниуэ как Тагалоа, был главным божеством. Согласно местным традициям, был богом войны.

### Острова Кука
В мифах острова Мангаиа мир разделён между близнецами Тангароа и Ронго. Тангароа — создатель и хозяин всего «красного», первопредок светловолосых людей; Ронго принадлежит всё остальное, его потомки — темноволосые люди.
Изображение Тангароа, как бога плодородия, используется в дизайне монет Островов Кука в 1 доллар, начиная с 1972 г. по настоящее время, и коммеморативных 5 центов 2000 г. (ФАО выпуск серии Тысячелетие, осуществлённый многими странами).